# ملک رحیم
خسرو پیروز (خسرو فیروز) دیلمی (۴۴۰–۴۴۷ ه‍.ق.) ملقب به الملک الرحیم (مَلِکِ رحیم) و مُکَنّیٰ به ابونصر امیر آل بویه عراق و فرزند ابوکالیجار مرزبان بود.

## فرمانروایی مستقل
خسرو پیروز (خسرو فیروز) دیلمی پس از مرگ پدرش با نام «ملک رحیم» در بغداد به پادشاهی رسید.
برادرش ابومنصور پولادستون کنترل فارس را به دست گرفت، و از جانشینی او در سراسر امپراتوری آل‌بویه جلوگیری کرد.
پس این دو به نبرد برای برتری در آمدند.
در این دوره ملک رحیم ،  علاءالدین ابوالغنائم سعد را به جايگاه وزیر خود گماشت.
در سال ۱۰۴۹ ملک رحیم لشکری به فرماندهی برادرش ابو سعد خسرو شاه فرستاد که توانست شیراز را بگیرند و پولادستون را نیز دستگير كند.

با این همه ابو سعد خسرو شاه چون دشمنی میان ترکان و لشکریان دیلمی در عراق افزایش می یافت به زودی به آنجا بازگردانده شد.
تقریباً در همان زمان، سرزمین آل بویه در عمان برای همیشه از دست رفت. سپس پولادستون بار دیگر فرمانروای فارس شد و بخش‌هایی از اهواز را از ملک رحیم گرفت.
ملک رحیم ولی توانست اهواز را بازپس گیرد و شهر دیگری به نام عسکر مکرم را از پولادستون بگیرد.
سال آینده، ارتش آمیخته از تبارهای عرب و کرد، اهواز و سرزمینهای پیرامون آن را ویران کردند، ولی بعدا از سوی ملک رحیم رانده شدند.

در سال ۱۰۵۱ یا ۱۰۵۲، ملک رحیم بار دیگر برادرش پولادستون را شکست داد و فارس را گرفت. سپس ابو سعد خسرو شاه را به فرمانداری استان گماشت.
با این همه شیراز در سال ۱۰۵۳ یا ۱۰۵۴، زمانی که پولادستون  با جایگاه دست نشانده طغرل سلجوقی به شيراز بازگشت، از دست رفت.
در سال ۱۰۵۵ یکی از رهبران دیلمی به نام فولاد شیراز را گرفت و پولادستون را ناچار به عقب نشینی از فارس کرد.
فولاد پس از آن با ملک رحیم هم آوا شدند و در آنجا رحیم پذيرفت اختیار فولاد را گواهی دهد.
ولی ملک رحیم و ابو سعد خسرو شاه به او اعتماد نکردند و به همراه پولادستون شیراز را از فولاد گرفتند.
سپس پولادستون بار دیگر به پيروی از ملک رحیم گردن نهاد.

## گرفتار شدن در زنجیر طغرل
پس از مدتی کوتاه از ورود طغرل به بغداد و به بهانه‌ای کوچک، میان مردمان بغداد و لشکریان طغرل نبردی درگرفت که منجر به کشته و زخمی شدن و اسارت تعداد زیادی از طرفین شد و غزها نیز به غارت اموال بزرگان و آرامگاه خلفا مشغول شدند. طغرل با تصور نقش داشتن سلطان رحیم در شورش مردم بغداد، در طی نامه‌ای نکوهش‌آمیز، دستور خلیفه به سلطان رحیم در جهت حضور در نزد طغرل به دلیل رفع اتهام از او را، خواستار شد و همراه با این نامه، امان‌نامه‌ای برای سلطان رحیم و اطرافیانش در جهت کسب اطمینان‌شان ارسال نمود. در نتیجه سلطان رحیم و نزدیکانش به همراه تعدادی از فرستادگان خلیفه نزد طغرل رفتند؛ اما تمامی‌شان توسط غزها غارت شدند و سلطان رحیم و یارانش نیز در پایان رمضان همان سال و به فرمان طغرل به اسارت درآمدند و مدتی بعد سلطان رحیم به دژ سيروان گسيل، و ناگزير به اقامت در آن شد که در نتیجهٔ این رویدادها، حاکمیت آل بویه در عراق عرب پایان پذیرفت.